# Deutscher Verkehrsgerichtstag
Der Deutsche Verkehrsgerichtstag (VGT) ist eine jährlich stattfindende Konferenz für Straßenverkehrsrecht. Sie hat bundesweit Relevanz, da ihre Empfehlungen häufig in der Politik bei der Ausgestaltung von Gesetzen und Vorschriften berücksichtigt werden.
Die Tagung befasst sich interdisziplinär mit allen Bereichen der Verkehrswissenschaft, wobei der Schwerpunkt bei der Rechtsprechung in Verkehrssachen liegt. Teilnehmer sind Juristen und Experten für Verkehrsrecht, Verkehrssicherheit, Fahrzeugtechnik und Verkehrstechnik aus Forschung, Lehre und Praxis. Neben einigen Plenarveranstaltungen werden zahlreiche thematische Arbeitskreise gebildet, die ihre Ergebnisse als Empfehlungen veröffentlichen.
Die Konferenz findet seit 1963 statt und wird vom zuletzt 2009 umbenannten Verein Deutscher Verkehrsgerichtstag – Deutsche Akademie für Verkehrswissenschaft – e. V. mit Sitz in Hamburg ausgerichtet. Zwischen 1500 und 2000 Teilnehmer kommen zu der Veranstaltung.
Präsident des Verkehrsgerichtstags ist seit Januar 2019 Ansgar Staudinger, Vizepräsidentin ist die Leitende Oberstaatsanwältin Birgit Heß.
Der VGT findet jeweils in der letzten Januarwoche in Goslar statt. 2022 wurde er aufgrund der Corona-Pandemie in den August verschoben und kehrte mit der Veranstaltung im Januar 2023 zum regulären Schema zurück.